# Richard Walzel
Richard Walzel (* 3. September 1895 in Neunkirchen (Niederösterreich); † 28. Dezember 1977 in Leoben, Steiermark) war ein österreichischer Montanist und Hochschullehrer.

## Leben
Der Arbeitersohn Richard Walzel widmete sich nach der Matura dem Studium des Hüttenwesens an der Montanistischen Hochschule Leoben. 1913 schloss er sich dem Corps Schacht an. Unterbrochen durch die Teilnahme am Ersten Weltkrieg (1915–1918), schloss er es 1920 mit der Sponsion zum Dipl.-Ing. ab. Er trat in das Hüttenwerk Donawitz der Österreichisch-Alpinen Montangesellschaft (ÖAMG) ein. 1926 wurde ihm die Leitung der Stahlversuchsabteilung übertragen. Walzel spezialisierte sich auf die Qualitätsentwicklung der Stähle und unternahm zahlreiche Studienreisen. 1929 wurde er in Leoben zum Dr. mont. promoviert. 1933 folgte er Anton Keil-Eichenthurn auf den Lehrstuhl für Eisenhüttenkunde. Damit oblag ihm die Leitung des Leobener Eisenhütteninstituts. Er war 1936/37 Dekan der Leobener Abteilung der Technischen und Montanistischen Hochschule Graz-Leoben und im folgenden Studienjahr Rektor der wieder selbstständigen Montanistischen Hochschule Leoben. Er wurde 1939 zum Überfall auf Polen eingezogen, aber bald darauf für den Hochschuldienst und die wissenschaftliche Beratung der ÖAMG freigestellt. 1957 wurde er emeritiert. Walzel wirkte als geschäftsführendes Vorstandsmitglied des Fachverbandes Eisenhütte Österreich, als Mitarbeiter an der internationalen Normung der Stahlsorten, als Berater und Gutachter für Werkstoff- und metallurgische Fragen sowie 1954 als Gastprofessor an der University of Manchester. 1958 wurde er zum Ehrenmitglied der österreichischen Gesellschaft für Metallurgie und  Werkstofftechnik (ASMET) gewählt. Das Corps Schacht wählte ihn Ende der 1960er Jahre zum Ehrenmitglied. Er engagierte sich im Verein für corpsstudentische Geschichtsforschung und schrieb Beiträge für das Jahrbuch Einst und Jetzt.

## Schriften
- Beitrag zur Kenntnis der Abhängigkeit einiger Stahleigenschaften von der Höhe des Roheisensatzes. Dissertation, Montanistische Hochschule Leoben, 1931
- Beitrag zur Kenntnis der mechanischen Alterung weichen Flußstahles, In: Bericht des Werkstoffausschusses des Vereins deutscher Eisenhüttenleute, 197, 1933
- mit Friedrich Neuwirth: Bestimmung der Säurelöslichkeit von Stählen: Bericht über eine Gemeinschaftsarbeit des Fachausschusses für Korrosionsfragen der Eisenhütte Oesterreich, In: Bericht des Werkstoffausschusses des Vereins deutscher Eisenhüttenleute, 338, 1936
- Statische und dynamische Warmhärte von Stählen, In: Mitteilungen aus dem Eisenhütteninstitut der Technischen und Montanistischen Hochschule Graz-Leoben in Leoben, Verlag Stahleisen, 1937.
- Felix Busson. Das Lebensbild eines österreichischen Corpsstudenten auf dem Hintergrund der politischen und studentischen Geschichte. Einst und Jetzt, Bd. 7 (1962), S. 156–168.
- Anton Bauer – Hofrat bester Friedensqualität. Einst und Jetzt, Bd. 15 (1970), S. 175–181.